# مسعود كوسيم
مسعود كوسيم لاعب كرة قدم جزائري كان يلعب مع نادي وفاق سطيف. يلعب كوسط ميدان.